# 无冠翅瓣黄堇
无冠翅瓣黄堇（学名：Corydalis pterygopetala var. ecristata）为罂粟科紫堇属下的一个变种。

## 扩展阅读
- 維基物種上的相關：无冠翅瓣黄堇